# Триполи (Верона)
Триполи је насеље у Италији у округу Верона, региону Венето.
Према процени из 2011. у насељу је живело 96 становника. Насеље се налази на надморској висини од 38 м.